# Ulica Grenadierów w Warszawie
Ulica Grenadierów – ulica w warszawskiej dzielnicy Praga-Południe.

## Historia
Nazwa ulicy pochodzi od francuskiego słowa grenadier, oznaczającego formację pieszą powstałą na zachodzie Europy w pierwszej połowie XVII w., której głównym zadaniem było miotanie granatów ręcznych.
W latach 30. XX wieku w rejonie Grochowa rozparcelowywano liczne kolonie, wsie i osady jak Witolin, Wysypka czy Zalina. Ulica Grenadierów wytyczona została na skos przez istniejące tu wcześniej miejscowości. Działalność Spółki Wodnej Obwodu Wawerskiego, powołanej z inicjatywy Towarzystwa Przyjaciół Grochowa w 1924 roku, dzięki której udało się osuszyć okoliczne podmokłe grunty i poprawić znacząco warunki sanitarne, także znacząco wpłynęły na napływ nowych mieszkańców.
W latach 1961−1965 w rejonie ulicy zbudowano osiedle Grenadierów.

## Ważniejsze obiekty
- Szpital Grochowski
- biurowiec Blue Point
- Komenda Rejonowa Policji Warszawa VII[3]